# Кольтюков, Егор Николаевич
Егор Николаевич Кольтюков (20.02.1908 — 29.01.1945) — наводчик орудия 242-го отдельного истребительно-противотанкового дивизиона (371-я стрелковая дивизия, 5-я армия, 3-й Белорусский фронт), старший сержант, участник Великой Отечественной войны, кавалер ордена Славы трёх степеней.

## Биография
Родился 20 февраля 1908 года в селе Лебедево ныне Никифоровского района Тамбовской области в семье крестьянина. Русский.
Образование начальное. Работал в колхозе.
В сентябре 1942 года был призван в Красную армию Юрловским райвоенкоматом. С января 1943 года в действующей армии. Член ВКП(б)/КПСС с 1943 года. К лету 1944 года сражался в рядах 371-й стрелковой дивизии, в её составе участвовал в боях за освобождение Белоруссии, прошёл до Восточной Пруссии. В расчёте орудия 242-го отдельного истребительно-противотанкового дивизиона был замковым, затем – наводчиком.
Первую боевую награду – орден Красной Звезды, заслужил в январе 1944 года. При отражении контратаки противника отлично работая замковым, в составе расчёта подбил танк и уничтожил свыше 15 гитлеровцев. Когда кончились снаряды, вёл огонь из автомата, был ранен, но не вышел из боя.
17-18 июля 1944 года за плацдарм на реке Неман в районе посёлка Дарсунишкис (Кайшядорский район, Литва) сержант Кольтюков в составе расчёта участвовал в отражении 16 контратак противника. Отбивая одну из них, из автомата в упор расстрелял 5 гитлеровцев.
Приказом по частям 271-й стрелковой дивизии от 23 июля 1944 года (№23/н) сержант Кольтюков Егор Николаевич награждён орденом Славы 3-й степени.
16 октября 1944 года при прорыве обороны противника северо-западнее населённого пункта Вилкавишкис (Литва) старший сержант Кольтюков, работая наводчиком орудия, работая прямой наводкой разрушил блиндаж, уничтожил до 10 солдат и пулемётную точку. Был ранен в ногу, но не ушёл с поля боя и продолжал вести огонь из орудия.
Приказом по войскам 5-й армии от 26 ноября 1944 года (№ 161/н) старший сержант Кольтюков Егор Николаевич награждён орденом Славы 2-й степени.
Особо отличился в начале Восточно-Прусской операции в январе 1945 года.
13 января во время артподготовки перед прорывом обороны в районе города Шталлупенен (Восточная Пруссия, ныне город Нестеров Калининградской области) старший сержант Кольтюков точным огнём накрыл наблюдательный пункт, 2 пулемёта, истребил свыше 10 солдат противника. Сопровождая наступление пехоты, его расчёт уничтожил 2 пулемёта, дзот, противотанковую пушку и свыше 10 солдат. 21 января командиром полка был представлен к награждению орденом Славы 1-й степени, но о награде не узнал.
28 января в бою был тяжело ранен в живот. На другой день 29 января умер от ран в 452-м медсанбате. Был похоронен в посёлке Лайсзинен (ныне не существует). Позднее перезахоронен в братской могиле на кладбище посёлка Дружба (Правдинский район Калининградской области).
Указом Президиума Верховного Совета СССР от 19 апреля 1945 года сержант Кольтюков Егор Николаевич награждён орденом Славы 1-й степени. Стал полным кавалером ордена Славы.

## Награды
- Орден Красной Звезды (01.04.1944)[3]
- Полный кавалер ордена Славы:
  - орден Славы I степени (19.04.1945)[4];
  - орден Славы II степени (20.11.1944)[5];
  - орден Славы III степени (23.07.1944, орден № 76104)[6];

## Память
- На братской могиле установлен памятник
- Его имя увековечено в Главном Храме Вооружённых сил России, и навсегда запечатлено на мемориале «Дорога памяти»